# Луций Генуций Авентинский (консул 365 года до н. э.)
Луций Генуций Авентинский (лат. Lucius Genucius Aventinensis; погиб в 362 году до н. э.) — римский политический деятель из плебейской ветви рода Генуциев, консул 365 и 362 годов до н. э.
Коллегой Луция Генуция во время обоих его консульств был патриций Квинт Сервилий Агала. В 365 году до н. э. не было ни войн, ни внутренних раздоров, но началось моровое поветрие. В 362 году сенат объявил войну герникам и поручил её Генуцию. Последний оказался первым консулом-плебеем, которому выпало командовать на войне.
В битве Луций Генуций попал в засаду, был окружён и убит; его армия потерпела поражение.